# Pachrophylla laeta
Pachrophylla laeta là một loài bướm đêm trong họ Geometridae.